# Liste der Mitglieder der Royal Academy of Arts
In dieser Liste werden die Mitglieder der Royal Academy of Arts (Royal Academicians, RA) aufgeführt. 
Die Liste enthält die Gründungsmitglieder und zugewählten Vollmitglieder („Members“), nicht aber die Ehrenmitglieder („Honorary Members“), Anwärter („Associate of the Royal Academy“) und „Fellows“ der Akademie.
Zu „Honorary Royal Academicians“ (Hon.RA) siehe Liste der Ehrenmitglieder der Royal Academy of Arts.
Neben dem Namen sind das Jahr der Aufnahme und die überwiegende Tätigkeit angegeben.

## Gründungsmitglieder
34 Personen waren 1768 von Georg III. am 10. Dezember 1768 nominiert, zwei Maler wurden nachträglich nominiert. Unter den Gründern befanden sich zwei Frauen, zwei Brüderpaare und ein Vater mit Tochter.
| - John Baker, 1768, Maler - George Barret, 1768, Maler - Francesco Bartolozzi, 1768, Maler - Agostino Carlini, 1768, Bildhauer - Charles Catton, 1768, Maler - Mason Chamberlin, 1768, Maler - William Chambers, 1768, Architekt - Giovanni Battista Cipriani, 1768, Maler - Francis Cotes, 1768, Maler - George Dance der Jüngere, 1768, Architekt - Nathaniel Dance-Holland, 1768, Maler - Thomas Gainsborough, 1768, Maler - John Gwynn, 1768, Architekt - Francis Hayman, 1768, Maler - William Hoare, 1769, Maler, nachträglich nominiert - Nathaniel Hone der Ältere, 1768, Maler - Angelika Kauffmann, 1768, Malerin - Jeremiah Meyer, 1768, Maler | - George Michael Moser, 1768, Bildhauer, Emailleur - Mary Moser, 1768, Malerin - Francis Milton Newton, 1768, Maler - Edward Penny, 1768, Maler - Joshua Reynolds, 1768, Maler, erster Präsident - John Inigo Richards, 1768, Maler - Paul Sandby, 1768, Maler - Thomas Sandby, 1768, Architekt - Dominic Serres, 1768, Maler - Peter Toms, 1768, Maler - William Tyler, 1768, Architekt - Samuel Wale, 1768, Maler, Buchillustrator - Benjamin West, 1768, Maler - Richard Wilson, 1768, Maler - Joseph Wilton, 1768, Bildhauer - Richard Yeo, 1768, Medailleur, Bildhauer - Johann Zoffany, 1769, Maler, nachträglich nominiert - Francesco Zuccarelli, 1768, Maler |

## Spätere Mitglieder

### 18. Jahrhundert
| - Edward Burch, 1771, Bildhauer, Gemmenschneider, erstes zugewähltes Mitglied - Richard Cosway, 1771, Maler, zweites zugewählte Mitglied - Joseph Nollekens, 1772, Bildhauer - James Barry, 1773 - John Bacon der Ältere, 1778, Bildhauer - Philip James de Loutherbourg, 1781 - George Stubbs, 1781 - Joseph Wright, 1784 - Thomas Banks, 1785 - James Northcote, 1787 - John Opie, 1788 - John Russell, 1788 | - Henry Fuseli, 1790 - Ozias Humphrey, 1791 - Robert Smirke, 1793 - Francis Bourgeois, 1793 - Thomas Kirk, 1794 - Thomas Lawrence, 1794 - Richard Westall, 1794 - Thomas Stothard, 1794 - John Hoppner, 1795 - William Beechey, 1798 - Henry Tresham, 1799 - John Flaxman, 1800 - Martin Archer Shee, 1800 |

### 19. Jahrhundert
| - John Soane, 1802 - William Turner, 1802 - Thomas Phillips, 1808 - David Wilkie, 1811 - Richard Westmacott, 1811 - Robert Smirke, 1811 - Henry Bone, 1811 - William Theed, 1813 - William Redmore Bigg, 1814 - Edward Bird, 1815 - John Jackson, 1817 - Abraham Cooper, 1819 - Edward Hodges Baily, 1821 - Charles Lock Eastlake, 1827 - John Constable, 1829 - Edwin Landseer, 1831 - Henry Perronet Briggs, 1832 - Clarkson Stanfield, 1835 - William Allan, Maler;, 1835 - Frederick Richard Lee, 1838 - Daniel Maclise, 1840 - Solomon Alexander Hart, 1840 - David Roberts, 1841 - Charles Barry, 1842 - William Dyce, 1848 - Richard Westmacott, 1849 - Francis Grant, 1851 - Richard Redgrave, 1851 - William Frith, 1852 - Sydney Smirke, 1859 | - John Everett Millais, 1863 - Henry Weekes, 1863 - William Boxall, 1863 - Thomas Sidney Cooper, 1867 - Thomas Landseer, 1867 - Edward Middleton Barry, 1869 - James Sant, 1869 - Richard Ansdell, 1870 - Edward Armitage, 1872 - Thomas Woolner, 1875 - Edward Poynter, 1876 - William Quiller Orchardson, 1877 - Lawrence Alma-Tadema, 1879 - Henry Hugh Armstead, 1879 - Edwin Long, 1881 - Walter William Ouless, 1881 - Peter Graham (Maler), 1881 - Joseph Boehm, 1882 - Alfred Waterhouse, 1885 - J.B. Burgess, 1888 - Hubert von Herkomer, 1890 - Thomas Brock, 1891 - Thomas Graham Jackson, 1892 - John William Waterhouse, 1895 - George Henry Boughton, 1896 - George Frederic Watts, 1897 - Edwin Austin Abbey, 1898 - Benjamin Williams Leader, 1898 - Albert Chevallier Tayler, 1899 |

### 20. Jahrhundert
| - Georg Frederick Bodley, 1902 - Aston Webb, 1903 - David Murray, 1905 - George Clausen, 1906 - William Lionel Wyllie, 1907 - James Jebusa Shannon, 1909 - Charles Napier Hemy, 1910 - Frank Bramley, 1911 - Henry Scott Tuke, 1914 - Joseph Farquharson, 1915 - John Arnesby Brown, 1915 - Frank Brangwyn, 1919 - William Orpen, 1919 - Charles Haslewood Shannon, 1920 - Edwin Landseer Lutyens, 1921 - Terrick Williams, 1924 - John J. Burnet, 1925 - George Harcourt, 1926 - Augustus John, 1928 - William Reid Dick, 1928 - Gerald Festus Kelly, 1930 - Herbert Baker, 1932, Architekt - George Spencer Watson, 1932 - Wilfrid de Glehn, 1932 - William Russell Flint, 1933 - Samuel John Birch, 1934 - Francis Dodd, 1935 - Laura Knight, 1936 - Harold Knight, 1937 - Gerald Leslie Brockhurst, 1937 - Reginald Brundrit, 1938 - Henry Bishop, 1939 - Charles Wheeler, 1940, Bildhauer - Stanley Anderson, 1941 - Vincent Harris, 1942 - James Bateman, 1942 - Georg Belcher, 1945 - Alfred Thomson, 1945 - Louis de Soissons, 1953 - Edward Bawden, 1954 - Robert Buhler, 1956 - Peter Greenham, 1960 - Rodney Burn, 1962 - John Aldridge, 1963 - William Roberts, 1966 - Eric Schilsky, 1968 - Hugh Casson, 1970 | - Edward Ardizzone, 1970 - John Bratby, 1971 - Norman Adams, 1972 - James Walter Butler, 1972 - Fred Cuming, 1974 - Bryan Kneale, 1974 - Kyffin Williams, 1974 - Norman Blamey, 1975 - Olwyn Bowey, 1975 - Elizabeth Blackadder, 1976 - Anthony Green, 1977 - Eduardo Paolozzi, 1979 - Sandra Blow, 1979 - David Tindle, 1979 - Peter Blake, 1981 - William Bowyer, 1981 - Tom Phillips, 1984 - Donald Hamilton Fraser, 1985 - Anthony Eyton, 1986 - Michael Kenny, 1986 - Ove Arup, 1987 - Eileen Agar, 1988 - Norman Ackroyd, 1988 - Craigie Aitchison, 1988 - Ann Christopher, 1989 - Michael Sandle, 1989 - Diana M. Armfield, 1991 - Gillian Ayres, 1991 - John Bellany, 1991 - Kenneth Draper, 1991 - David Hockney, 1991 - Bill Jacklin, 1991 - R. B. Kitaj, 1991 - Denys Lasdun, 1991 - Sidney Nolan, 1991 - Joe Tilson, 1991 - Terry Frost, 1992 - Brendan Neiland, 1992 - Adrian Berg, 1992 - Michael James Andrews, 1993 - Nicholas Grimshaw, 1994 - Kenneth Armitage, 1994 - Christopher Orr, 1995 - Patrick Procktor, 1996 - Barbara Rae, 1996 - Eva Jiřičná, 1997 - Ian Ritchie, 1998 - Alison Wilding, 1999 - Maurice Cockrill, 1999 - David Nash, 1999 - Will Alsop, 2000 |

### 21. Jahrhundert
| - Gary Hume, 2001 - Fiona Rae, 2002 - Ian McKeever, 2003 - Frank Bowling, 2005 - David Remfry, 2006 - Basil Beattie, 2006 | - Tony Bevan, 2007 - Tracey Emin, 2007 - Gillian Wearing, 2007 - Phyllida Barlow, 2011 - Ron Arad, 2012 - Rebecca Warren, 2014 |